# Inter-National-League
La Inter-National-League (acronimo INL) è stata la seconda divisione semiprofessionistica del campionato austriaco di hockey su ghiaccio. La lega nacque nel 2012 sulle ceneri della vecchia Nationalliga (il secondo livello del campionato austriaco), con l'aggiunta di alcune formazioni della vicina Slovenia trasformando così la lega in un campionato a carattere sovranazionale. Nella stagione 2013-2014 vi partecipano anche alcune squadre provenienti dal campionato cadetto italiano. Scomparve nel 2016 per fondersi con la serie A italiana di hockey e così dare vita alla Alps Hockey League, lega sportiva di hockey su ghiaccio formata da tre nazioni: Italia, Austria e Slovenia. 

## Storia
La Inter-National-League nacque il 14 luglio 2012, con la presenza nella stagione inaugurale di sette squadre. Per quanto riguarda le formazioni austriache al termine della stagione 2011-12 sette squadre su undici abbandonarono la Nationalliga: due di esse, Dornbirner e TWK Innsbruck, furono accettate in EBEL (la prima divisione austriaca); le altre invece si sciolsero o entrarono a far parte delle leghe amatoriali regionali. In Slovenia invece l'Acroni Jesenice, dopo aver confermato la propria presenza, fu costretto per questioni finanziarie a cessare tutte le attività a partire dal 31 agosto, due settimane prima dell'inizio della stagione regolare.
Nella primavera del 2013 numerose squadre italiane iscritte alla Serie A2 italiana manifestarono l'interesse di aggregarsi alla Inter-National-League, ricevendo anche il parere positivo della FISG. Tale interesse si manifestò in seguito con l'iscrizione di ben cinque compagini a partire dal campionato 2013/14, cui si aggiunsero altre tre squadre slovene, portando così momentaneamente il campionato a 14 squadre. Successivamente infatti si iscrisse anche l'Acroni Jesenice, team che solo l'anno prima si vide costretto a chiudere l'attività. Alla lega parteciparono quindi ben 15 formazioni.
La stagione successiva invece, a seguito del cambio dirigenziale nella FISG, deciso a mutare il corso del campionato italiano, da anni in costante declino, una delibera d'urgenza obbligò le squadre italiane ad abbandonare la INL e di aderire invece al massimo campionato italiano, provvedimento che tuttavia scontenterà prima alcune società (che erano intenzionate a continuare a partecipare al secondo livello del campionato austriaco) e in seguito la stessa Federazione austriaca, convinta di aver siglato un accordo della durata di 3 anni con tali società.

## Regolamento
La prima stagione della INL iniziò ufficialmente il 15 settembre 2012, mentre la stagione regolare si concluse nel mese di marzo. I playoff, divisi in semifinali e finale, si svolsero al meglio delle cinque gare. Il calendario fu stilato in modo da contenere i costi delle trasferte. Ogni squadra gioca 30 partite di stagione regolare, suddivise in round da sei incontri ciascuno (tre in casa e tre in trasferta contro le cinque avversarie.) Nel corso dei week-end le squadre si incontrano due volte nell'arco di due giorni. Dalla stagione 2013-14 furono apportate diverse modifiche datò l'aumento delle squadre da sei a quindici; fra le modifiche furono ampliati i playoff con l'aggiunta dei quarti di finale.
La squadra che vince entro il tempo regolamentare conquista tre punti, mentre dopo il sessantesimo minuto due punti vanno alla squadra vincente, ed uno a quella perdente, mentre nessun punto va a chi perde nell'arco dei sessanta minuti.

## Squadre
| Squadra             | Città                         | Fondazione        | Stadio                         | Capacità          | Esordio in INL    | Uscita dalla INL  |
| Squadre della INL   | Squadre della INL             | Squadre della INL | Squadre della INL              | Squadre della INL | Squadre della INL | Squadre della INL |
| ------------------- | ----------------------------- | ----------------- | ------------------------------ | ----------------- | ----------------- | ----------------- |
| Bregenzerwald       | Alberschwende                 | 1985              | Messestadion Dornbirn          | 4.270             | 2012              |                   |
| Pioneers Vorarlberg | Feldkirch                     | 1945              | Vorarlberghalle                | 5.200             | 2012              |                   |
| Kapfenberg          | Kapfenberg                    | 1947              | Sportzentrum Kapfenberg        | 4.000             | 2014              |                   |
| Kitzbühel           | Kitzbühel                     | 1910              | Sportpark Kapserbrücke         | 1.700             | 2014              |                   |
| Lustenau            | Lustenau                      | 1970              | Rheinhalle Lustenau            | 2.200             | 2012              |                   |
| Zell am See         | Zell am See                   | 1928              | Eishalle Zell am See           | 3.200             | 2012              |                   |
| Slavija Lubiana     | Lubliana                      | 1964              | Dvorana Zalog                  | 800               | 2012              |                   |
| Triglav Kranj       | Kranj                         | 1968              | Arena Zlato polje              | 220               | 2012              |                   |
| Bled                | Bled                          | 1999              | Bled Arena                     | 1.000             | 2013              |                   |
| Celje               | Celje                         | 1998              | Golovec Arena                  | 500               | 2013              |                   |
| HDD Jesenice        | Jesenice                      | 1948              | Dvorana Podmežakla             | 5.900             | 2013              |                   |
| Maribor             | Maribor                       | 1993              | Tabor Arena                    | 1.000             | 2013              | 2014              |
| Eppan-Appiano       | Appiano sulla Strada del Vino | 1981              | Stadio del Ghiaccio di Appiano | 1.500             | 2013              | 2014              |
| Gherdëina           | Selva di Val Gardena          | 1927              | Pranives                       | 2.000             | 2013              | 2014              |
| Kaltern-Caldaro     | Caldaro sulla strada del vino | 1962              | Palaghiaccio Caldaro           | 1.500             | 2013              | 2014              |
| Merano              | Merano                        | 1968              | MeranArena                     | 3.000             | 2013              | 2014              |
| Neumarkt-Egna       | Egna                          | 1963              | WürthArena                     | 1.200             | 2013              | 2014              |

## Albo d'oro
| Stagione | Campioni      | Finalisti           |
| 2012-13  | Bregenzerwald | Slavija Lubiana     |
| 2013-14  | Neumarkt-Egna | Bregenzerwald       |
| 2014-15  | Lustenau      | Pioneers Vorarlberg |
| 2015-16  | Bregenzerwald | Lustenau            |